# George Howe Colt
George Howe Colt (geboren in den 1950er Jahren) ist ein US-amerikanischer Journalist und Schriftsteller.

## Leben
George Howe Colt studierte an der Harvard University, B.A. 1976, und der Johns Hopkins University, M.A. 1978. Er arbeitete als Autor beim Magazin Life. Sein Roman The Big House stand 2003 auf der Shortlist des National Book Award.
Colt ist seit 1989 mit der Journalistin und Schriftstellerin Anne Fadiman verheiratet. Sie haben zwei Kinder und leben in Western Massachusetts.

## Werke (Auswahl)
- The sleepwalker without walls : a collection of poetry. A.B., Honors Harvard University, 1976
- Birthmark. M.A., Johns Hopkins University, 1978
- November of the Soul: The Enigma of Suicide. New York : Simon & Schuster, 1991
- The Big House : a century in the life of an American summer home. New York : Scribner, 2003
- Brothers : George Howe Colt on his brothers and brothers in history. New York : Scribner, 2012